# Дампјер сир Авр
Дампјер сир Авр (фр. Dampierre-sur-Avre) насеље је и општина у централној Француској у региону Центар (регион), у департману Ер и Лоар која припада префектури Дре.
По подацима из 2011. године у општини је живело 705 становника, а густина насељености је износила 38,59 становника/km². Општина се простире на површини од 18,27 km². Налази се на средњој надморској висини од 151 метар (максималној 177 m, а минималној 106 m).

## Демографија
| 1962. | 1968. | 1975. | 1982. | 1990. | 1999. | 2011. |
| ----- | ----- | ----- | ----- | ----- | ----- | ----- |
| 214   | 275   | 248   | 320   | 532   | 611   | 705   |

График промене броја становника у току последњих година